# Eusandalum arizona
Eusandalum arizona är en stekelart som beskrevs av Girault 1917. Eusandalum arizona ingår i släktet Eusandalum och familjen hoppglanssteklar. Inga underarter finns listade i Catalogue of Life.